# Tripundra

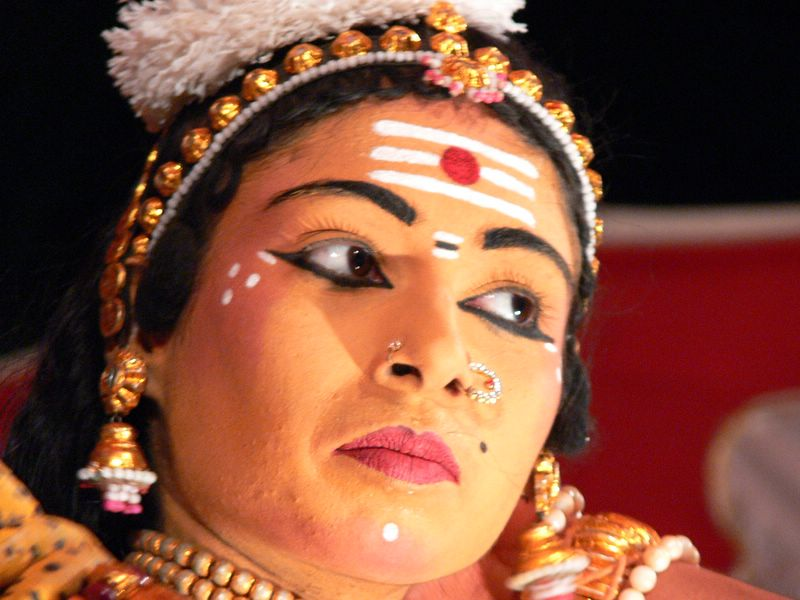
Teatr Jakszagana: Parwati z tripundrą na czole

Tripundra (trl. tripuṇdra) – hinduski znak religijny noszony zwłaszcza przez ascetów śiwaickich na czole.
Ma kształt trzech białych poziomych linii zrobionych za pomocą świętego popiołu wibhuti ze spalonego łajna krowiego, niekiedy z dodatkową kropką, zwaną bindu w środku,.

## Symbolizm
Trzy poziome linie to przeszkody hamujace rozwój duchowy: 
1. anawa,
2. karma i
3. maja.

Kropka w środku, w miejscu trzeciego oka, symbolizuje mądrość i wyzwolenie.